# William Maze
William Maze, detto Bill (Bakersfield, 9 febbraio 1956), è un ex tennista statunitense.

## Carriera
In carriera ha vinto due titoli di doppio, l'Hartford WCT nel 1978, e il South Orange Open nel 1980, entrambi in coppia con John McEnroe. Nei tornei del Grande Slam ha ottenuto il suo miglior risultato raggiungendo i quarti di finale di doppio agli Australian Open nel 1982, in coppia con Hank Pfister.

## Statistiche

### Doppio

#### Vittorie (2)
| Numero | Anno              | Torneo                          | Superficie  | Compagno     | Avversari in finale         | Punteggio     |
| 1.     | 24 settembre 1978 | Hartford WCT, Hartford          | Sintetico   | John McEnroe | Mark Edmondson Van Winitsky | 6-3, 3-6, 7-5 |
| 2.     | 3 agosto 1980     | South Orange Open, South Orange | Terra rossa | John McEnroe | Fritz Buehning Van Winitsky | 7-6, 6-4      |